# Jovita Díaz
Jovita Díaz (General Pinedo, 12 de octubre de 1941-Ib., 28 de abril de 2015) fue una cantante, letrista, compositora y actriz argentina.

## Carrera
Nacida en la localidad chaqueña de General Pinedo, al poco tiempo su familia se trasladó a la localidad vecina de Villa Ángela, donde transcurrió toda su infancia.
A los 18 años se mudó a Resistencia, donde se recibió de maestra, y volvió a Villa Ángela para ejercer la docencia en las escuelitas rurales de la zona. Pero fueron por esos años cuando su vocación artística comenzó a despertar, y terminó uniéndose a una peña teatral donde conoció a otro chaqueño, Luis Landriscina. Su primer trabajo en la música fue haber sido cancionista oficial en LT16, Radio Resistencia Roque Sáenz Peña.
Chaqueña, afinada, bonita y con un repertorio muy variado, Jovita Díaz recorrió los escenarios del país con su voz, su dulzura y canciones sentidas, que llegaban al corazón.
En 1964 integró la delegación chaqueña en el festival cordobés, y conquistó al público al interpretar sobre el escenario Cosechero de algodón y Canción de cuna obrajera, ambas canciones escritas por Landriscina. Tras su presentación, grabó el disco Juventud Folklórica de Cosquín.
A comienzo de los años 1970, Jovita vuelve a tener su otro empujón de popularidad, esta vez de la mano de Margarito Tereré, el personaje infantil creado por el músico Waldo Belloso. Fue la primera anfitriona musical del programa, y también acompañó al querido yacaré correntino en su primera incursión teatral: “Jovita Díaz y las Aventuras de Margarito Tereré”, que se estrenó en el Teatro Odeón en 1976.
A lo largo de su carrera musical, logró ganar un “Disco de Oro” cuando fue contratada por el sello Phillips, y el premio Sello de oro de la popularidad de Rosario", galardón que obtuvo durante cinco años seguidos.

## Vida privada
Estuvo casada durante 25 años con el famoso conductor de Cosquín Julio Márbiz, a quien conoció en 1964, con quien tuvo tres hijos, Martín, Juan Manuel y Matías Márbiz.

## Fallecimiento
La cantante y compositora Jovita Díaz murió el martes 28 de abril de 2015, producto de un paro cardiorrespiratorio irreversible, a los 73 años de edad en el Sanatorio Chaco. Jovita había sufrido un ACV el mes anterior y, desde hacía una semana, se encontraba en su domicilio realizando una recuperación ambulatoria.

## Filmografía
- 1965: Cosquín, amor y folklore
- 1972: Argentinísima, el documental donde aparecen Jorge Cafrune, Los Chalchaleros, Eduardo Falú y Horacio Guaraní, Astor Piazzolla y Nélida Lota.
- 1973: Argentinísima II
- 1978: Margarito Tereré.
- 1979: La carpa del amor.[4]

## Televisión
- 1967: Juegos y cuentos de Jovita.[5]
- 1970: Los chicos. Junto a Laura Escalada por Canal 11.
- 1978: Margarito Tereré.

## Discografía
- 1968: "Chicos... cantemos con Jovita" - DISCOS CALESITA
- 1972: "No se si vale una canción" - MICROFON
- 1974: "Jovita Díaz y las aventuras de Margarito Tereré" - MICROFON
- ????: "Jovita Díaz y las aventuras de Margarito Tereré" (EP) - MICROFON
- 1976: "Cantocuentos" - MICROFON
- 1977: "Canta con un poquito de imaginación" - MICROFON
- ????: "El país de Jovita" - MICROFON
- 1977: "Los grandes éxitos infantiles" - MICROFON
- ????: "Maestra" - MICROFON
- 1978: "Yo soy el eco" - MICROFON
- ????: "El país mágico de Jovita Díaz" - MICROFON

## Temas populares
- Cosechero de algodón
- Canción de cuna obrajera
- Misionerita
- El país de Jovita
- Y por hoy yo me despido (vals)[6]
- Que se vengan los chicos
- No se si vale una canción
- Responso por chacarera
- Caminando (zamba)
- Lluvia y soledad
- Gurisito
- Siempre será siempre (vals)
- Eterno amor (serenata)
- Al viento (poema)
- Vieja Rosa (canción)
- Palabras de ayer
- Sonrisa de risa
- Gracias mi señorita
- Don Manuel
- Las campanas de Tucumán
- El Cacique Yanquetruz (galope indiano)
- Malambo del hornerito
- Navegante de estrellas
- Mercedes, niña Mercedes
- Mayo Colonial
- Mi sueño mejor (vals)
- Diccionario y vacación